# Janez Pirnat
Janez Pirnat, slovenski kipar, * 25. september 1932, Ljubljana, † 26. januar 2021, Postira, otok Brač, Hrvaška.

## Življenjepis
Janez Pirnat, sin kiparja in risarja Nikolaja Pirnata in pisateljice Nade Kraigher, je študiral kiparstvo na Akademiji likovnih umetnosti v Ljubljani (1953-59) pri profesorjih Frančišku Smerduju in Karlu Putrihu. Udeležil se je kiparskega simpozija Forma viva v Portorožu leta 1965. Od tedaj je sodeloval na številnih razstavah v Sloveniji in Jugoslaviji. Pojavljal se je na  razstavah v Ljubljani, Zagrebu, Beogradu, Skopju, Titogradu, Sarajevu, Splitu, Subotici in v Veroni, Vicenzi (Italija), kjer se je predstavil kot odličen kipar. Raziskoval je probleme kubistično pojmovane figure in figurativnosti nasploh, to ga je pripeljalo do abstrahiranja klasičnega torza in naprej do zapletenih dvo in večobraznih, zlasti kamnitih plastik. Njegovi kipi so na prvi pogled kot nedokončani ali poškodovani stebri ali odkrhnjene skale, v katerih razločimo obline teles. Vsi izdelki imajo razpoznaven, avtorski izraz, ki ga je roka klesarja ali modelarja nežno vtisnila v materijo. Poleg ustvarjanja v kamnu je tudi odličen risar in grafik.
V Ljubljani so njegovi: spomenik partizanskim generalom in Francu Rozmanu Stanetu na vogalu Šubičeve in Slovenske ceste (1975), portret Jurija Vege ob Tržaški cesti, spominski relief Jožetu Plečniku v kleti Narodne in univerzitetne knjižnice, spominski relief Gabrijelu Gruberju na vogalu Gruberjeve palače (Arhiv Slovenije) ob Levstikovem trgu, kip Marjana Kozine v avli Slovenske filharmonije in Spomenik kulturnim delavcem, padlim v NOB v severnem mestnem parku (odkrit 2011). Pirnatovi spomeniki, postavljeni drugod po Sloveniji: Valentinu Staniču v Kanalu, Antonu Veluščku v Novi Gorici, Stanku Bloudku v Idriji, NOB na Prevojah pri Šentvidu, Lado Ambrožiču-Novljanu na Banjšicah in Mariji Tereziji v Šenčurju.
Kipar si je uredil drugi dom in kiparski atelje na Siparju in v Grožnjanu v Istri in v zadnjem desetletju na Braču v Dalmaciji. Poleg ustvarjanja v kamnu se je posvečal tudi risanju in grafiki. V Ljubljani na podstrehi hiše Rimska cesta 9 je desetletja vsako leto v prednovoletnem času prirejal razstave svojih del skupaj s še enim vabljenim ustvarjalcem. V razstavnih dneh je bila podstreha živahen družabni prostor, srečišče premnogih Ljubljančanov.
Na otoku Braču, kamor se je poročil v zadnjem obdobju svojega življena, v spomin na kiparja potekajo vsakoletni dnevi Janeza Pirnata Nejašmića. Pokrovitelj te manifestacije je frontman zasedbe The Cure Robert Smith, ki je vključil Pirnatovo skulpturo v svoj najnovejši (2024) videospot.
Prejel je Župančičevo nagrado.